# Prvi slavonski partizanski odred
Prvi slavonski narodnooslobodilački partizanski odred bio je partizanski odred koji je od ožujka 1942. do travnja 1945. ratovao po Slavoniji. Izvjesno vrijeme nosio je naziv Prvi odred Treće operativne zone NOV i PO Hrvatske. Formiran je reorganizacijom Prvog slavonskog partizanskog bataljuna. Prvi zapovjednik odreda bio je Karlo Mrazović, a politički komesar Mirko Kljajić.

## Borbeni put
Formiran je 20. ožujka 1942. od Prvog slavonskog partizanskog bataljuna koji je reorganiziran u dva, a 15. lipnja je formiran i Treći bataljun. Već 26. ožujka vodio je prvu borbu protiv domobrana na brdu Begovači (Psunj), 29. ožujka protiv oružništva u Vilić-selu i 2. travnja ponovno protiv ustaša između sela Bobara i Čaprginaca. Ratujući u prostoru Nova Gradiška, Pakrac, Daruvar, Slatina, Požega, s osloncem na planine Psunj i Papuk, Odred je vršio diverzantske akcije na prugama i putevima, napadao neprijateljska uporišta i politički djelovao među narodom – 5. travnja uništio je željezničku postaju Dragalić, kod Nove Gradiške; 8. travnja digao je u zrak neprijateljski transport kod Sekulinaca i uništio lokomotivu i 6 vagona; 14. travnja zapalio je tkaonicu i porušio prugu u Pakračkoj Poljani; 3. svibnja uništio je postrojenja rudnika Cernik kod Nove Gradiške; 2. lipnja s Banijskom proleterskom četom zauzeo je neprijateljsko uporište Bučje.
U prvoj polovini lipnja 1942. zauzeo je Bastaje, Poljansku i Zdence, 16. lipnja demolirao je šumsku prugu Novska – Rajić i uništio lokomotivu i vagone sa građom namijenjenom za Njemačku, a 20. lipnja kod Banove Jaruge uništio 17 vagona i lokomotivu. S dijelovima Proleterskog bataljuna Bosanske krajine i Banijskom proleterskom četom zauzeo je 21. lipnja Bučko Kamensko, a 29. lipnja Đulovac, gdje su uništile električnu centralu, željezničku i oružničku postaju i zgradu općine. U srpnju je likvidirao ustaško-domobranska uporišta u Siraču, Pušini i Gazijama, kod sela Stojčinovca razbio je 15. kolovoza kolonu domobrana, a 15./16. kolovoza u Slatinskom Drenovcu uništio je neprijateljsku posadu i zauzeo selo.
Sredinom kolovoza 1942. bio je reorganiziran u dva odreda – Prvi slavonski (psunjski) odred i Drugi slavonski (papučki) odred. Sa dijelovima Drugog slavonskog odreda, Proleterskog bataljuna Bosanske krajine i Banijskom proleterskom četom sudjelovao je u ponovnom oslobođenju Đulovca 27./28. kolovoza, a sa Sedmom banijskom brigadom, Proleterskim bataljunom Bosanske krajine, Moslavačkim partizanskim bataljunom i Banijskom proleterskom četom u uništenju gotovo svih postrojenja naftnih izvora u Gojlu 6. rujna. Zatim je sudjelovao u zauzimanju njemačkog utvrđenja Mlinske kod Bjelovara 10. rujna, uništenju željezničkih postaja i kvislinških ureda u Kloštar-Ivaniću i Pitomači, rudničkih postrojenja i željezničkog parka u Pitomači 18. rujna, oslobođenju Grubišnog Polja 28. rujna gdje je bilo zarobljeno 113 domobrana i ustaša, zaplijenjeno 4 strojnica, 145 pušaka i dr. i u zauzimanju ustaškog uporišta u Španovici 5. listopada.
Odred je 10. listopada 1942. dao borce za formiranje Kalničkog partizanskog odreda, a 11. listopada i za formiranje Prve slavonske brigade (kasnije Dvanaesta slavonska brigada). Tada je reorganiziran u dva bataljuna; 18. prosinca formiran je novi Treći bataljun. Ponovno je 30. prosinca dao bataljun za formiranje 17. slavonske brigade, a 11. veljače 1943. dio boraca za formiranje 18. slavonske brigade. Tijekom 1943. operirao je pod zapovjedništvom Štaba Treće operativne zone NOV i PO Hrvatske, a potom u sastavu Šestog slavonskog korpusa, vršio diverzije na komunikacijama i prepade na neprijateljski promet i vojnike kod sela Rajića, Okučana, Dragalića, Lađevca, Novske i ostalo. Od 20. lipnja bio je u sastavu Drugog hrvatskog korpusa, a 29. ipnja preimenovan je u Posavski partizanski odred.
Od 22. rujna 1943. nalazio se u sastavu Zapadne grupe partizanskih odreda Šestog slavonskog korpusa. Dao je 16. listopada jednu četu za popunu Dvanaeste slavonske brigade. U studenom 1943. imao je dva bataljuna, Novogradišku četu i četu Matija Gubec, a 19. studenog je formiran i Treći bataljun Hajduk Veljko te je krajem prosinca 1943. imao 461 borca i rukovoditelja. U 1944. Odred se istaknuo u borbi protiv domobrana kod sela Korita i Lovske 4. siječnja, u uništenju oklopnog vlaka kod željezničke postaje Brezine (na pruzi Banova Jaruga – Pakrac) 23. siječnja, rušenju pruge i uništenju lokomotive i 6 vagona između Rajića i Roždanika 12. veljače, u oštrim borbama protiv dijelova 4. i 8. domobranske gorske pukovnije u području Lipika, Subocki Grad, Kovačevac 4. ožujka. Njegovi dijelovi i dijelovi Prvog diverzantskog bataljuna i Diljskog partizanskog odreda porušili su željezničke komunikacije i to na 70 mjesta pruge između Vinkovaca i Novske 16./17. travnja, zatim na 102 mjesta između Novske i Nove Gradiške 5./6. lipnja, na 44 mjesta između Rajića i Lipovljana 9./10. lipnja, na 80 mjesta između Banove Jaruge i Pakraca 27. lipnja.
Štab odreda je 30. srpnja 1944. uputio svoj Drugi bataljun u Štab Šestog slavonskog korpusa za formiranje novih i popunu starih postrojbi. Značajnije borbe protiv Wehrmachta i kvislinga vodio je 15. svibnja kod sela Bujavice, 7. kolovoza u Rajiću, 10. kolovoza kod Šagovine, 14. rujna u oslobođenju Lipika. U rujnu 1944. Odred je stavljen pod neposredno zapovjedništvo Šestog korpusa. Tada je vodio uspješne borbe 6. studenog kod sela Gaja, a 12. studenog u razbijanju njemačke kolone kod sela Caga blizu Novske. U prvoj polovici rujna 1944. formiran je Treći bataljun Matija Gubec, a u studenom je dao jedan bataljun za popunu 40. slavonske divizije. U 1945. posebno se istaknuo u razbijanju neprijateljske kolone između Okučana i Novske 4. siječnja i ponovno kod Okučana 23./24. ožujka. Bataljunom Matija Gubec početkom travnja 1945. popunjena je 12. proleterska brigada, a preostali bataljun Hajduk Veljko rasformiran je 21. travnja 1945., kada su njegovim ljudstvom popunjene postrojbe Šestog korpusa Jugoslavenske armije.
Ordenom narodnog heroja odlikovano je troje boraca Prvog slavonskog odreda – Mirko Kljajić, Nikola Miljanović i Karlo Mrazović.